# Croisy (Cher)
Croisy, algun cop escrit Croizy, és un municipi francès al departament de Cher (regió de Centre-Vall del Loira). L'any 2007 tenia 136 habitants.

## Demografia

### Població
El 2007 la població de fet de Croisy era de 136 persones. Hi havia 52 famílies, de les quals 16 eren unipersonals (12 homes vivint sols i 4 dones vivint soles), 16 parelles sense fills, 12 parelles amb fills i 8 famílies monoparentals amb fills.
La població ha evolucionat segons el següent gràfic:

### Habitatges
El 2007 hi havia 96 habitatges, 57 eren l'habitatge principal de la família, 28 eren segones residències i 11 estaven desocupats. Tots els 96 habitatges eren cases. Dels 57 habitatges principals, 49 estaven ocupats pels seus propietaris, 7 estaven llogats i ocupats pels llogaters i 1 estava cedit a títol gratuït; 9 tenien dues cambres, 9 en tenien tres, 17 en tenien quatre i 22 en tenien cinc o més. 40 habitatges disposaven pel capbaix d'una plaça de pàrquing. A 28 habitatges hi havia un automòbil i a 23 n'hi havia dos o més.

### Piràmide de població
La piràmide de població per edats i sexe el 2009 era:
| Homes | Edats   | Dones |
| ----- | ------- | ----- |
| 0     | 95 o +  | 0     |
| 0     | 90 a 94 | 0     |
| 0     | 85 a 89 | 4     |
| 0     | 80 a 84 | 4     |
| 4     | 75 a 79 | 8     |
| 4     | 70 a 74 | 12    |
| 0     | 65 a 69 | 8     |
| 4     | 60 a 64 | 8     |
| 4     | 55 a 59 | 0     |
| 0     | 50 a 54 | 4     |
| 0     | 45 a 49 | 0     |
| 8     | 40 a 44 | 4     |
| 12    | 35 a 39 | 0     |
| 0     | 30 a 34 | 8     |
| 0     | 25 a 29 | 4     |
| 8     | 20 a 24 | 4     |
| 0     | 15 a 19 | 4     |
| 16    | 10 a 14 | 0     |
| 0     | 5 a 9   | 4     |
| 4     | 0 a 4   | 0     |

## Economia
El 2007 la població en edat de treballar era de 81 persones, 57 eren actives i 24 eren inactives. De les 57 persones actives 49 estaven ocupades (28 homes i 21 dones) i 8 estaven aturades (1 home i 7 dones). De les 24 persones inactives 7 estaven jubilades, 8 estaven estudiant i 9 estaven classificades com a «altres inactius».

### Ingressos
El 2009 a Croisy hi havia 59 unitats fiscals que integraven 141 persones, la mediana anual d'ingressos fiscals per persona era de 16.759 €.

### Activitats econòmiques
Dels 3 establiments que hi havia el 2007, 1 era d'una empresa de construcció, 1 d'una empresa de comerç i reparació d'automòbils i 1 d'una empresa d'hostatgeria i restauració.
Dels 2 establiments de servei als particulars que hi havia el 2009, 1 era un electricista i 1 restaurant.
L'únic establiment comercial que hi havia el 2009 era una botiga de material esportiu.
L'any 2000 a Croisy hi havia 11 explotacions agrícoles que ocupaven un total de 792 hectàrees.

## Poblacions properes
El següent diagrama mostra les poblacions més properes.